# 原龍太
原 龍太（はら りゅうた、嘉永7年10月15日（1854年12月4日） - 大正元年（1912年）12月30日）は、土木工学者、工学博士。吾妻橋、御茶ノ水橋、江戸橋などの橋梁の設計・施工、馬車鉄道の敷設工事、上下水道の付設など、各種の公共工事に携わる。従四位勲三等。

## 経歴
福島藩医の息子原有燐の長男。大政奉還や戊辰戦争によって一時、家を空けて三河国に住むこともあった。藩校や英学校で学んだ後、1873年（明治6年）慶應義塾に入り、のち開成所に転じ1877年（明治10年）東京大学理学部に入り理学士となる。
東京府に職を転じ、水道土木の事業に携わる。第一高等学校の講師等を務め1899年（明治32年）工学博士を授けられる。足尾銅山鉱毒予防に関する調査を行う。橋梁の建設に関して日本一と言われた。

## 栄典
位階
- 1900年（明治33年）2月20日 - 従五位[1]
- 1904年（明治37年）5月10日 - 正五位[2]

勲章
- 1904年（明治37年）12月27日 - 勲四等瑞宝章[3]